# Dornier Do 20
O Dornier Do 20 foi um projecto para uma aeronave, mais propriamente um hidroavião de longo alcance, no qual se pretendia que fosse o sucessor do famoso Dornier Do X.